# 安日彦
安日彦（あびひこ）は、中世日本神話に伝わる伝説の人物の一人。安日王とも。

## 概要
鎌倉～室町期成立の『曽我物語』に蝦夷の祖を流罪にされた鬼王安日とする伝承が記載されている。長髄彦の兄とされ、彼と共に青森県の弘前に逃れたとも、単独で津軽地方に流されたとも伝わる。ただし古事記や日本書紀に安日彦の名は乗っていない。
ちなみに文献学的には、長髄彦の兄とする記録よりも、「安日長髄彦」という名で同一人物であるとする記録のほうが古く、後者が原形であると推測される。
子爵秋田氏には秋田実季が江戸時代初期に記した安日彦を祖とする系図が伝わるが、『曽我物語』の影響を受けて書かれた系図であるとされる。また、永正年間に作成された「藤崎系図」にも秋田氏の遠祖が安日彦であると記されている。
| スタブアイコン | サブスタブ | この項目は、まだ閲覧者の調べものの参照としては役立たない、人物に関連した書きかけの項目です。この項目を加筆・訂正などしてくださる協力者を求めています（P:人物伝/PJ:人物伝）。 |